# Jamie Noble
James Howard Gibson (nasicdo em 23 de dezembro de 1976), mais conhecido pelo seu ring name de Jamie Noble é um ex-lutador profissional norte-americano. Ele trabalhou em sua carreira para a WWE, Ring of Honor e World Championship Wrestling, onde foi por uma vez Cruiserweight Champion.

## Carreira
Gibson começou no wrestling em 1995 treinado por Dean Malenko, trabalhando em Jacksonville, Flórida, na Renegade Championship Wrestling.

### World Championship Wrestling
Essa foi a sua engrenada para o wrestling. Lutando com o ring name de Jamie-San. Na época, ele lutava com máscara. Arrumou feuds com lutadores que se encontram hoje na WWE: Jung Dragons (Jimmy Wang Yang) e 3-Count (Shannon Moore).

### World Wrestling Entertainment
Gibson estreou na WWE, sobre o ring name de Jamie Noble. Ele fez a sua estréia como um heel em 6 de junho de 2002, ganhando de The Hurricane. Um tempo depois, conquistou o WWE Cruiserweight Championship e iniciou uma sensacional feud com Tajiri e  Billy Kidman e se tornou grande amigo de Torrie Wilson e Billy Gunn. Iniciou outra feud, dessa vez com Rey Mysterio, pelo título de pesos-leves. Ele rompeu o contrato em 15 de setembro de 2004, por infecções.

### Circuito independente
Após se recuperar de sua infecção, Gibson (agora com o ring name de James Gibson) volta a lutar por inúmeras associações de wrestling como NJPW, HWA, PWG e Ring of Honor. Em 28 de junho foi confirmado o seu retorno à WWE.

### Retorno à WWE
De volta com o ring name de Jamie Noble, Gibson retorna à WWE como um heel, no WWE Velocity. Ele se torna muito amigo e companheiro de duplas de Kid Kash.
Em 2007, no No Way Out, Noble têm a chance de conquistar o WWE Cruiserweight Championship, mas o título não sai das mãos de Jimmy Wang Yang.

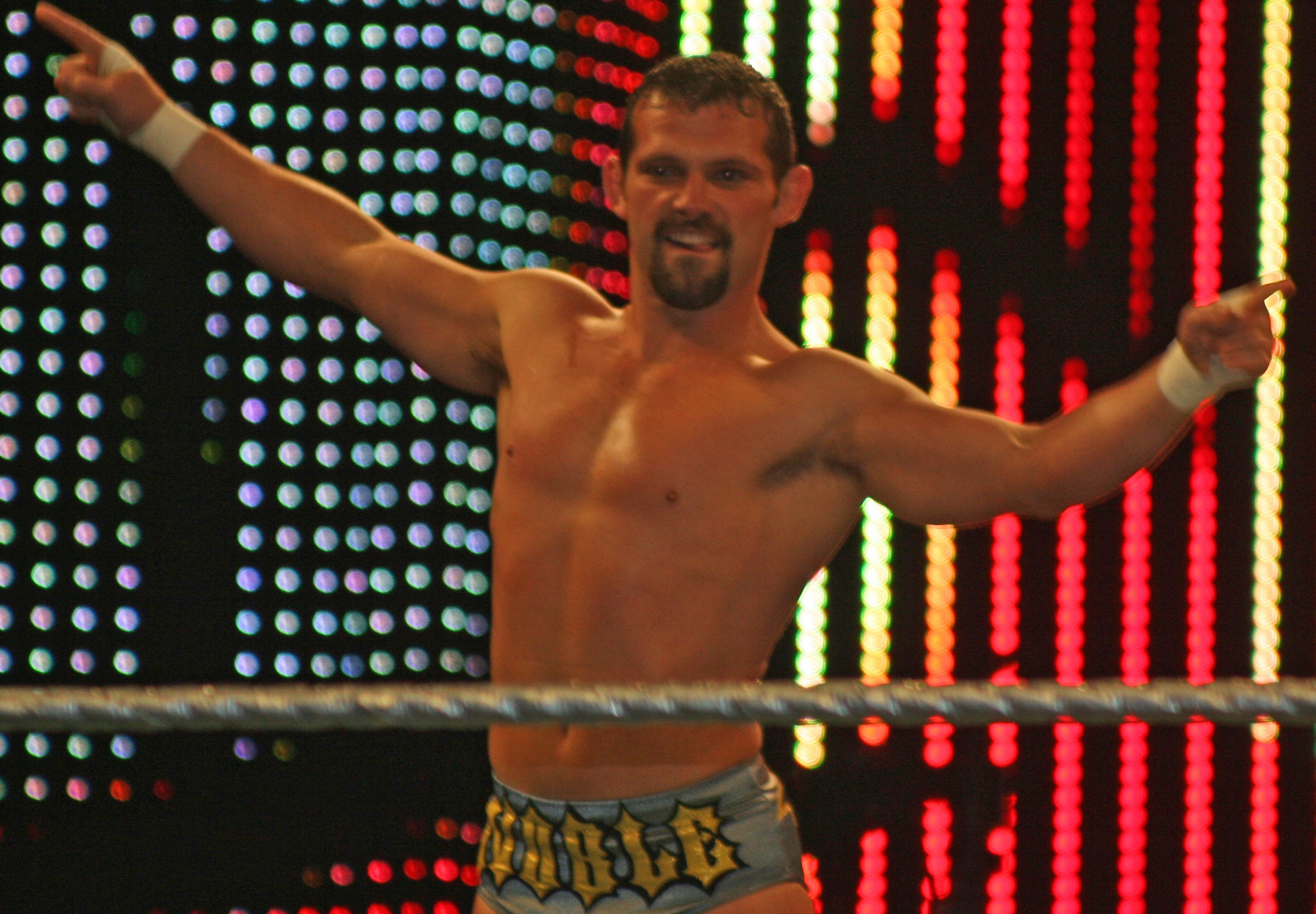
Jamie Noble fazendo sua apresentação em um dark match.

No The Great American Bash de 2007, há uma disputa pelo título entre Jamie Noble e Hornswoggle. Hornswoggle fez o pin em Noble e conquistou um título. Houve uma grande feud entre os dois. E, pela derrota, Noble sofreu inúmera humilhações como: "Perdeu para um anão" ou "Vai lutar com um do teu tamanho" ou "Se aposenta!".
Após a feud estar encerrada, Noble se envolve em uma disputa pessoal com Chuck Palumbo válida pela Michelle McCool. Os dois disputavam lutas para ver quem ficaria com a diva. Na maioria das oportunidades, Palumbo saiu vencedor e se tornou um "amigo íntimo" de McCool.
No draft de 2008, Noble é transferido para a Raw. Logo, fez parceria a Mickie James. Após meses inativo, Noble foi transferido para ECW, onde passou a desafiar lutadores mais pesados para superar o tempo de Chavo Guerrero no WrestleMania XXIV (perdeu o ECW Championship para Kane numa luta de 8 segundos). Noble foi derrotado por Kane, Mike Knox e Sheamus, sendo hospitalizado. Após ter alta da lesão, no dia 10 de novembro de 2009, ele anunciou sua aposentadoria.
Em 2014, Noble voltou para a WWE, alinhando-se com a The Authority, e se tornou em um dos guardas costas de Seth Rollins, junto com Joey Mercury.

## No wrestling
- Ataques
  - Fireman's carry double knee gutbuster
  - Nobilizer
  - Dragon sleeper
  - Leaping reverse STO- usado muito raramente
  - Leg lariat
  - Snap scoop powerslam
  - Swinging neckbreaker
  - Superplex
  - Seated chinlock
  - Diving leg drop
  - Release German suplex
  - Sitout suplex slam
- Managers
  - Leia Meow
  - Nidia
  - Michelle McCool

- Apelidos
  - The Redneck Messiah
  - The Pit Bull
  - "Jamie By God Noble"

## Títulos
- Heartland Wrestling Association
  - HWA Cruiserweight Championship (1 vez) [2][5]
- Independent Professional Wrestling (Florida)
  - IPW Light Heavyweight Championship (1 vez)[6]
- Ring of Honor
  - ROH World Championship (1 vez)[7]
- Pro Wrestling Illustrated
  - PWI o colocou como #42 dos 500 melhores lutadores durante a PWI 500 de 2002[8]
- WWE
  - WWE Cruiserweight Championship (1 vez)[9]
- Outros títulos
  - CCW Cruiserweight Championship (1 vez)